# Seleção Chechena de Futebol
A Seleção Chechena de Futebol, é a seleção que defende a Chechênia, região separatista russa. Ela não faz parte da FIFA, porém participa atualmente da NF-Board.

## Elenco atual 2012
Goleiros:
- № 1 Adnan Davletgueriev
- № 12 Ramzan Abdourachidov
- № 22 Ramzan Asaev

Defensores:
- № 2 Moussa Admessiev
- № 3 Yousounp Aouchev
- № 4 Kazbek Akhmadov
- № 5 Vahita Batsyev
- № 13 Isslan Becsoultanov
- № 17 Rizvan Utsiyev
- № 19 Magomed Barzukayev

Meias:
- № 6 Timour Dakhtaev
- № 7 Adam Djamaldinov
- № 8 Timour Elmourzaev
- № 10 Artur Guitchkaev
- № 14 Badroundi Magomadov
- № 16 Akhyad Garisultanov
- № 21 Magomed Ozdoev
- № 23 Magomed Yanursaev

Atacantes:
- № 9 Bisslan Marfouchin
- № 11 Magomed Salmourzaev
- № 15 Timour Techaev
- № 18 Abubakar Kadyrov
- № 20 Magomed Mitrishev

## Uniformes

### Uniformes atuais
- •1º - Camisa vermelha, calção e meias vermelhas;
- •2º - Camisa branca, calção e meias brancas.

| Titular | Reserva |  |

### Uniformes dos goleiros
- Camisa cinza com detalhes brancos;
- Camisa verde-limão com detalhes cinzas.

| Cores do Time · Cores do Time · Cores do Time · Cores do Time · Cores do Time | Cores do Time · Cores do Time · Cores do Time · Cores do Time · Cores do Time |  |